# Salawati Daud
Salawati Daud (geboren um 1905; gestorben 1988) war eine indonesische Politikerin (PKI) und Frauenrechtlerin. Sie war die erste Bürgermeisterin des Landes und gehörte zu den ersten Frauen im Parlament Indonesiens.

## Wirken
Salawati Daud wurde Anfang des 20. Jahrhunderts geboren. Die japanische Invasion von Niederländisch-Ostindien trug zur Stärkung einer Bewegung für die Unabhängigkeit der Kolonie bei. Diese wandte sich 1945 gegen die Niederlande. Daud trat der Volkssouveränitätspartei bei und wurde 1945 Chefredakteurin von Wanita (deutsch Frau), einer Zeitung für Frauenfragen. Sie wurde Mitbegründerin von „Team Information“, das sich gegen die Kolonialherren in Südsulawesi wandte. Daud leitete auch einen bewaffneten Überfall auf die Polizeikaserne in Masamba. Raymond Westerling bekämpfte als Kommandeur der Depot Special Forces (DSF) der Königlichen Niederländisch-Indien-Armee (KNIL) die Unruhen. Bei der „Befriedung“ Sulawesis wurden nach der „Westerling-Methode“ Tausende unschuldiger Zivilisten und mutmaßliche Widerstandskämpfer hingerichtet. Daud reichte erfolgreich eine Petition gegen Westerlings Kampagne ein.
Nach vier Jahren erbitterter Kämpfe in ganz Indonesien war die niederländische Regierung zu einer Konferenz am Runden Tisch bereit, um die Zukunft des Landes zu diskutieren. Nach der Konferenz wurde Daud 1949 zur Bürgermeisterin von Makassar gewählt. Sie setzte sich in der Frauenorganisation Gerwani (Gerakan Wanita Indonesia, Indonesische Frauenbewegung) für eine Ehereform, gleiches Recht auf Arbeit und Gleichstellung ein. Anders als die Vorgängerin Gerwis war sie ausdrücklich sozialistisch geprägt und erhob auch ihre Stimme für arme Landfrauen.
Salawati Daud wurde von der kommunistischen Partai Komunis Indonesia (PKI) als Kandidatin aufgestellt und zog 1955 mit den ersten Frauen in das Parlament des Landes ein.
Auf die Ermordung von sieben Militärs durch die Bewegung 30. September antwortete General Suharto mit Massakern und dem Sturz des Präsidenten Sukarno. Der Lubang-Buaya-Mythos war Anlass einer böswilligen und frauenfeindlichen Hetzkampagne. Daud wurde mit vielen Führungspersönlichkeiten der Gerwani inhaftiert. Im Gefängnis kämpfte sie für Gerechtigkeit und trat gegen die Misshandlungen ihrer Mithäftlinge ein. Unter Präsident Suharto wurden Mitglieder der kommunistischen Frauenbewegung Gerwani verfolgt und als Hexen bezichtigt.
Die verfügbaren Informationen über Daud sind spärlich; ein Dokumentarfilm aus dem Jahr 2018 nennt sie eine der „Vergessenen“ des indonesischen Unabhängigkeitskampfes.